# KIRAZ
KIRAZ es una banda española de pop rock fundada en Torrejón de Ardoz, Madrid, en el año 2017.
Sus miembros son Dani Kiraz (vocalista, guitarrista y compositor), Jorge Blázquez (batería), Adrián Sánchez (bajista), Pablo Rodríguez (guitarrista) e Ismael Marco (saxofonista). 

## Historia
La banda surgió cuando Dani Kiraz se lanzó a participar en un festival local de bandas emergentes en septiembre de 2017, para el que contaría con Jorge Blázquez a la batería, Jorge Criado a la guitarra, Mario Gómez al bajo, Pablo Jiménez a los teclados e Ismael Marco al saxo.
La buena respuesta del público aquel día motivó al grupo a organizar nuevos conciertos por toda la Comunidad de Madrid, comenzando por su ciudad natal, Torrejón de Ardoz.
Pocos meses después, Mario Gómez y Pablo Jiménez abandonarían el proyecto. Nacho Gómez y Juan Riera se incorporarían como nuevos bajista y teclista respectivamente.
En 2019 publicaron un EP homónimo y autoproducido que les empujó a participar y conseguir el triunfo en varios certámenes de música emergente, como el III Certamen de Rock Joven de Arroyomolinos o el organizado por la Oktoberfest en Torrejón de Ardoz durante las Navidades del mismo año.
Además, en esta etapa fueron una de las bandas elegidas por Rock FM para animar con su música  la Maratón de Madrid de 2019 desde la Puerta del Sol.
Ya en 2020, con Adrián Sánchez como nuevo bajista y coincidiendo con la pandemia de la COVID-19, el grupo grabaría su primer álbum de estudio, Tiene Que Explotar, en los estudios M20 de Madrid bajo la producción de Roy Santana, bajista de grupos como Playa Cuberris, Pol 3.14 o  Biuti Bambú.
El álbum fue lanzado bajo el sello Entrebotones y presentado en primicia para Los Conciertos de Radio 3 en febrero de 2022, días antes de ofrecer un concierto en la sala Siroco de Madrid y hacer sold out.
Este trabajo les llevó a visitar ciudades como Vitoria, Valladolid, Zaragoza, Denia o Gandía en una gira que llamaron Activa la Bomba Tour y que culminarían en la sala El Sol de Madrid en mayo de 2023 con un nuevo sold out.
Cerrarían el año subiéndose al escenario del WiZink Center como parte del evento Los 1.000 del WiZink Center, que conmemoraba los mil conciertos celebrados en este recinto y que reunió a grupos y artistas como Miss Caffeina, Calibre 91, Yogures de Coco, Marc Seguí o Raphael.
A comienzos de 2024, la banda confirmó en sus redes sociales encontrarse grabando un nuevo álbum en los estudios de La Casamurada, situados en Banyeres del Penedès, Tarragona, junto al productor e ingeniero de sonido Javier Lasal.
Publicarían hasta cinco singles a lo largo de ese mismo año como adelanto al lanzamiento de Sueños, Meditación, Revolución, título que llevaría el LP lanzado en enero de 2025.

## Discografía

### Álbumes
- 2025: Sueños, Meditación, Revolución
- 2022: Tiene Que Explotar
- 2019: Kiraz

### Sencillos
- 2024: Te Echo De Menos
- 2024: Gente
- 2024: Kora
- 2024: Que Te Kiero
- 2024: Beatles o Vetusta
- 2023: Toda La Noche En La Calle
- 2022: Laberinto
- 2022: La Decisión
- 2022: Dónde Estás
- 2022: En el Mar
- 2021: Se Acaba el Tiempo
- 2019: Cuenta Atrás